# Kleine hazenlipvleermuis
De kleine hazenlipvleermuis (Noctilio albiventris) is een vleermuis uit de familie en het geslacht der hazenlipvleermuizen.

## Beschrijving
De mannetjes van de kleine hazenlipvleermuis zijn roodachtig, de vrouwtjes zijn eerder bruin. De onderste delen zijn lichter, van geelbruin tot gebroken wit. Op de rug loopt van de schouders tot het achterste een lichte streep. De kleuren van het lijf en de streep verschillen wel per regio. De donkerste exemplaren zijn te vinden in de ondersoort N. a. affinis. De neus is erg scherp. De staart heeft ongeveer de helft van de lengte van het lijf. De vleermuis is hooguit 70 mm lang, heeft een staart van om en bij 15 mm en oren van zo'n 23 mm lang. De voorarmen zijn tussen 54 en 70 mm lang, de spanwijdte is zo'n 400 mm. De relatief lange en smalle vleugels raken de achterpoten nauwelijks aan. De soort is kleiner dan zijn verwant de grote hazenlipvleermuis (N. leporinus) en heeft kleinere achterpoten (circa 20 mm) en kleinere klauwen op die achterpoten. Ze worden zo'n 10 à 12 jaar oud. De dieren wegen maximaal 40 gram. Ze hebben 28 tanden en 17 paar chromosomen.

## Voorkomen
De kleine hazenlipvleermuis is een neotropisch dier. De soort komt voor van het zuiden van Mexico tot het oosten van Brazilië en het noorden van Argentinië en Peru. De regio's verschillen per ondersoort. N. a. affinis komt vooral in het noordwesten van dit gebied voor, N. a. albiventris in het oosten, N. a. minor in het noorden en N. a. cabrerai in het zuiden.
De vleermuis is te vinden in diverse types van vegetatie, maar steeds bij water. Hij slaapt in holle bomen, gebladerte en gebouwen en komt soms voor met de huisvleermuis (Molossus molossus). Het nest van de hazenlipvleermuis heeft een muskusgeur.
De soort komt voor van zeeniveau tot op zo'n 1100 meter.
De kleine hazenlipvleermuis komt vrij algemeen voor en leeft onder andere in beschermde gebieden. Hij verdraagt ook in zekere mate een verandering in zijn habitat. Het IUCN beschouwt de soort dan ook als niet bedreigd.

## Voortplanting
De vleermuissoort plant zich voort in het broedseizoen op het einde van november of in december. Het enige jong wordt gebaard op het einde van april of in het begin van mei. De jongen worden vrij kaal geboren en hebben ogen die nauwelijks open zijn en oren die nog niet volledig ontwikkeld zijn. De echolocatie ontbreekt in de eerste week. De volwassen beharing en de gestalte van een volwassen exemplaar komt relatief laat. Het spenen gebeurt na 3 maanden. 35 tot 44 dagen na de geboorte kan een jong vliegen. Na 3 tot 6 weken is een jong in staat om te foerageren. Na een jaar wordt de kleine hazenlipvleermuis geslachtsrijp.
Mogelijk leeft de kleine hazenlipvleermuis net als de grote hazenlipvleermuis in harems van veel vrouwtjes bij één mannetje. De groep vrouwtjes verandert niet.

## Jacht
De kleine hazenlipvleermuis jaagt in groepjes van maximaal 8 tot 15 soortgenoten. Ze herkennen die soortgenoten aan hun ultrasone roep.
De hazenlipvleermuis wordt actief na zonsondergang. De soort leeft van insecten die bij wateroppervlakken leven die van vis leeft. Hij maakt gebruik van echolocatie. Als een insect in het water valt, kan de hazenlipvleermuis het prooidier uit het water scheppen door oppervlakkig te duiken of het met zijn achterpoten te grijpen. Ze eten soms ook vis, maar is toch vooral een insecteneter. De groten hazenlipvleermuis leeft daarentegen vooral van vis.
Zelf staat de kleine hazenlipvleermuis op het menu van roofvogels en uilen; de jongen worden in het nest soms gevangen door slangen, wasberen, katfretten of kleine katten.

## Ondersoorten
Er kunnen 4 ondersoorten worden onderscheiden:
- N. a. affinis, D'Orbigny, 1836
- N. a. albiventris, Desmarest, 1818
- N. a. minor, Osgood, 1919
- N. a. cabrerai, Davis, 1976